# Hilldale
Hilldale of Hill Dale is een civil parish in het bestuurlijke gebied West Lancashire, in het Engelse graafschap Lancashire. In 2001 telde het dorp 633 inwoners.